# سغل
الضوى أو السغل أو الوقذ أو القحول (بالإنجليزية: Marasmus) هو مرض من أمراض نقص الغذاء والبروتينات، وهي حالة مرضية تنتشر بين الأطفال الرضع حتى الأقل من خمس سنوات. وينتج عن نقص حاد في الطاقة والبروتين عند الطفل ويرتبط بنقص وزنه، فيصبح هزيلاً جداً وينكمش الجلد وتجحظ العينين.

## أعراضه
تأخر وضعف النمو وفقدان وتبذير الأنسجة الدهنية والعضلية تحت الجلد، من تاثير جوع طويل الأجل أو خلال قحط مجاعة. ؛ تحصل تغيرات في الشعر والجلد وكذلك تضخم الكبد، تظهر هذه الأعراض أيضاً في مرض الكواشيوركور؛ كما يتميز الطفل بعين براقة وشعور دائم بالجوع والتهابات معدية ومعوية.

## مصادر

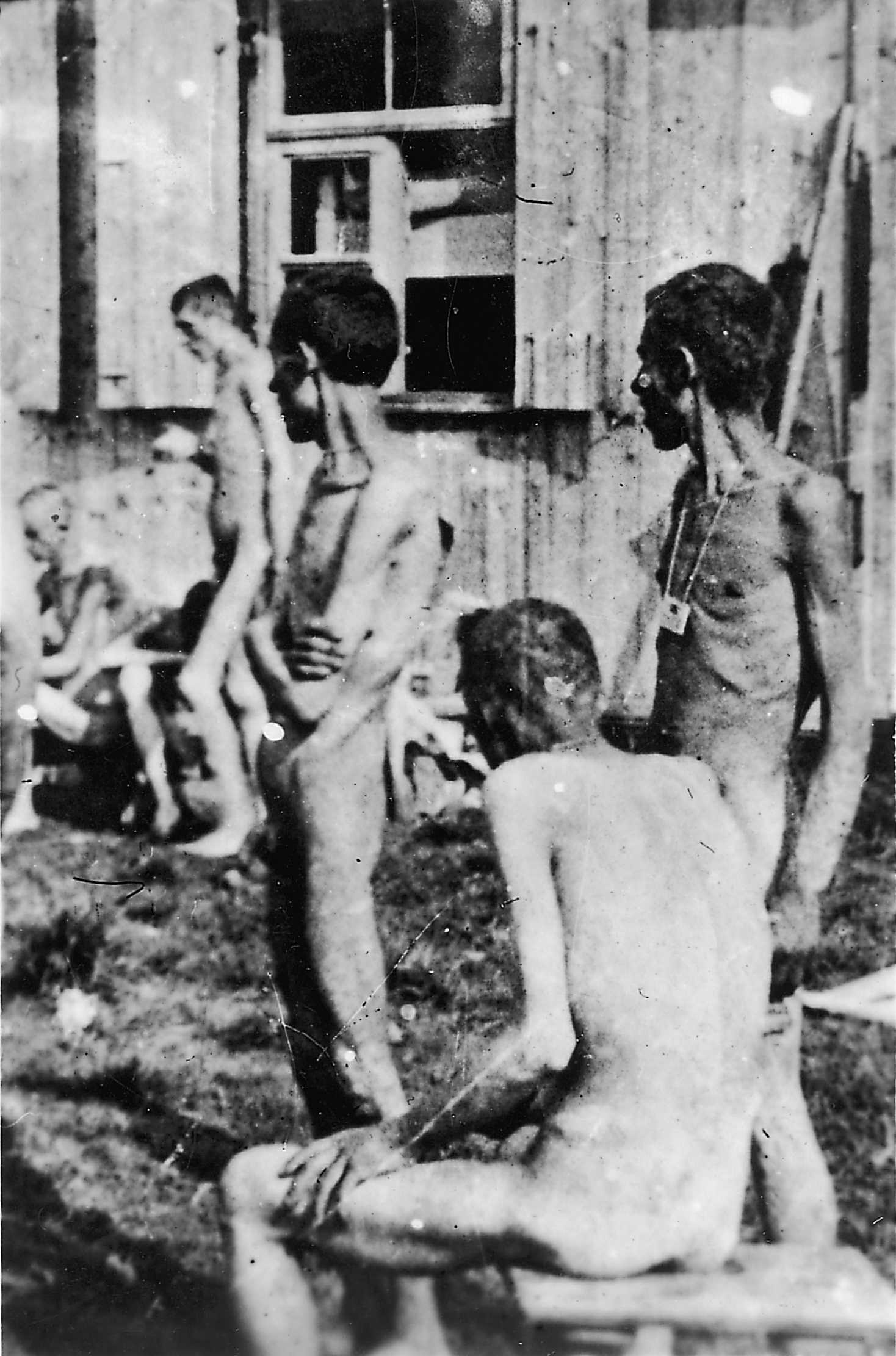
نزلاء معسكر اعتقال بوخنفالد حرروا في 16 أبريل 1945 بعد انتهاء الحرب العالمية الثانية، ألمانيا.